# 信託
信託（しんたく、英: trust）とは、様々な手続きや決定を、個々の契約に依らず包括的に信用する他者に委託すること。不遇の失敗に対しては責任を問わないこととされる。政府等の権力の根源や政治的なプロセスのほか、特に財産の取り扱いについて設計された法的枠組みを意味することが多い。
ある人「甲」が信頼できる「乙」に託すとともに、当該財産を管理・処分等することで得られる利益を「丙」に与える旨を取り決める際、「甲」を委託者、「乙」を受託者、「丙」を受益者と呼ぶ。信託された財産を信託財産と呼ぶ。受託者は名目上信託財産を管理・処分等するが、その管理・処分等は受益者の利益のために行わなければならないという義務（忠実義務）を負う。ジョセフ・レートリヒ（Josef Redlich）の説によると、信託という法制度は、イングランド土地法の必要から生じたものであるが、次第に一般的な法制度として形成され、生活に関わる法の全領域にわたり、実用性を獲得した。

## 歴史
歴史的には、中世英国法の「ユース」に端を発したと言われる。ユースは封建制度下の相続に対する世俗支配者のさまざまな干渉を回避するために発明された法技術であり、泡沫法（Bubble Act）の裏道となったユース法（Statute of Uses）から挑戦を受けながらも、衡平法裁判所で発達、更に英米法圏で発展した。
大陸法圏において信託制度の継受は遅かった。英米では衡平法の成立過程において形成され受け入れられたが、大陸法の概念においては、財産法においては権利の本質が明らかではない実定法的概念であり、物的所有権を譲渡したあとに用益の受益を保証する行為は衡平的精神発動の結果に過ぎない信義に由来するものであり、本来的に市民法の一部とみなされるためである。
信託の制度を受容した初期の例として、日本のほか米国ルイジアナ州およびカナダのケベック州があげられる。
近時はフランスでも信託の立法論議が行われ、2007年に成立した仏民法の一部改正により同法2011条以下に規定が追加された。

## 日本における信託
日本においては日露戦争の時代である明治38年にロンドンで起債して資金調達ができるようにする目的で担保附社債信託法（現在の担保付社債信託法）が立法されて導入され、その後、旧信託法が立法された。
日本においては、信託法3条各号に掲げる方法のいずれかにより、特定の者が一定の目的（専らその者の利益を図る目的を除く。同条において同じ。）に従い財産の管理又は処分及びその他の当該目的の達成のために必要な行為をすべきものとすることをいう（信託法2条1項）と定義され、信託法によって規律される。
信託は、金融制度のインフラとして活用されている（年金信託・投資信託・資産流動化など）。
なお、生命保険信託は高齢者・障害者のための財産管理制度（福祉型信託）として普及しつつある。
商事信託は信託法のほか信託業法によっても規律される。1948年から2004年まで、金融機関の信託業務の兼営等に関する法律（兼営法）による認可を受けた金融機関（信託銀行等）がもっぱら担い手となってきた。このため投資信託等に用いられることが多い。しかし、動産・不動産を運用するスキームにも使われ、また、遺言信託や公益信託等、商事信託とは異なる用いられ方もする。2004年11月26日の信託業法改正によって、運用財産には知的財産権等が加わることになった。
信託会社は、終戦直後以降、信託業務だけを取り扱う会社は皆無で、日本では長らく信託銀行7行（三菱・住友・三井・安田・中央・東洋・日本の各信託銀行）および旧・大和銀行のみの「信託兼営」の時代が続いてきたが、2004年の信託業法改正で銀行併営でない信託会社の新たな設立・発展が期待されている。
総務省は2020年をめどに、個人が健康状態や購買履歴などの情報を一括で企業へ信託し、ビジネスに役立ててもらって報酬を得る仕組みを作る。パーソナルデータ・サービスの一つである「情報銀行」は、2013年から東京大学空間情報科学研究センター教授の柴崎亮介が代表を務める情報銀行コンソーシアムがシンポジウムを開いて有用性を説いており、ベネッセコーポレーションの顧客情報流出やLINEのアカウント乗っ取りなど受託者の危機管理に対する信頼性が揺らぐ事件が相次いだにもかかわらず、基礎インフラとなるであろうブロックチェーンの開発が進むにともない具体化されてきた。これまでも系列企業間での個人情報利用と企業買収による個人情報取得は個人情報保護法の規制外であったが、総務省による個人情報の「投資信託化」は企業が直接に獲得した顧客以外の個人情報を得る新たな手段となる。

### 信託の分類
- 契約による信託・遺言による信託・自己信託（信託宣言）による信託
  - かつて日本では、委託者・受託者間の契約または委託者の遺言によってのみ信託の設定が可能だったが、英米などでは委託者が受託者を兼ねることも可能であった。2008年9月30日に日本でも自己信託が可能になった。自己信託により権利変動を、例えば特許法においては移転の登録（特許登録原簿への登録）によって初めて第三者対抗ができることとなっていたが、自己信託では権利自体の移転が生じないため、「信託の登録」を行うことで権利の移転はないものの権利変動を登録し公示可能として、通常の実体的権利移転と同様の効力発生を明確化する法制度の手当てなどがなされている[11]。更に、平成23年の特許法改正で、通常実施権に当然対抗が認められることとなり、通常実施権についての登録制度が廃止された。これに伴い、通常実施権については、第三者対抗は自動的に認められることとなり、信託法に依る必要もなくなった[12]。
- 自益信託（委託者＝受益者）・他益信託（委託者≠受益者）・受益者の定めのない信託[注釈 7]
- 営業信託（商事信託）・非営業信託（民事信託）

### 信託の税務
平成19年度税制改正により、新信託法に対応するため税制が拡充・整備された。以下では、当該改正前の税制を解説した後、改正点を解説する。

#### 平成19年度税制改正以前
信託は法人格を持たず、受益者に所得を分配する導管にすぎないため、法人税を課する必要性を欠く（信託導管論）。そこで、信託自体に法人税は課されず、受益者が直接信託財産を保有しているものとみなして、収益発生時に受益者に所得税等を課税することを原則とする（法人税法12条、発生時受益者課税の原則。これは民法上の組合と同様である）。
ただし、合同運用信託など同条但書に列挙されている類型の信託については、受益者が多数に上るといった事情があるため、収益受領時に受益者に課税することとされる（受領時受益者課税）。また、特定目的信託などについては信託段階で法人とみなして課税（法人課税）する一方で、一定の要件を満たす場合に支払分配金を損金に算入することを認め、二重課税を回避する（これは特定目的会社や投資信託、投資法人と同様である）。

#### 平成19年度税制改正
新信託法により受益証券発行信託などの新たな類型の信託が創設されたこと、それに伴い租税回避を防止する必要が生じたことにより、概略以下のような改正が行われた。
- 受益証券発行信託 - 原則として法人課税、一定の要件を満たすものは受領時受益者課税
- 受益者等（受益者としての権利を現に有する受益者及びみなし受益者（信託の変更権限を現に有し、かつ、その信託財産の給付を受けることとされている者）のこと）の存在しない信託 - 法人課税、信託の設定時に受贈益課税。一定の場合は相続税・贈与税をも課税。
- 受益者連続型信託等 - 設定時および受益権の移転時にそれぞれ遺贈または贈与があったものとみなして相続税または贈与税を課税
- 一定の事業信託等 - 法人課税

## アメリカ合衆国における信託
英米法（エクイティ）に基礎を置くアメリカ合衆国では信託は重要な法的手段で、トラスト（trust）と呼び、委託者（settlorまたはgrantor）、受託者（trustee）、受益者（beneficiary）の三者で構成され、委託者が一種の法人である信託に移転した財産を受託者が受益者の利益のために管理することをいう。
アメリカ合衆国には目的や用途が異なるトラストが数多くあるが、これらは設定後に撤回・変更できる撤回可能信託（Revocable Trust: RT）と、設定後には撤回・変更できない撤回不能信託 (Irrevocable Trust: IT)に大別される、州ごとの法制度の違いによるトラストへの課税や存続可能期間に違いがある。ただし撤回不能信託でも、受益者の同意があれば（委託者が）撤回・変更可能である。

### 生前信託
アメリカ合衆国の中流以上の階層では、相続を円滑に行うことを目的とした「生前信託（living trust）」を作成することが一般的であり、遺言（will）、事前医療措置指示書（advanced medical instructions）、（自己判断不能事態に陥った場合の）継続委任状（durable power of attorney）とセットで「相続対策（estate planning）」として生前に用意することが推奨されている。以下に典型的な例を基に生前信託の概要を述べる。
正常な判断能力を有する単身者または夫婦は自分（達）を委託者とし、相続させたい子孫や近親者或いはその他の者を受益者として、自らを受託者とする信託を作成する。夫婦の場合、委託者と受託者は夫婦の共同名義である。信託は撤回可能信託とし、委託者である本人（夫婦の場合は夫婦のどちらか）が生存中はいつでも撤回・変更が可能である。信託中には、遺産の分配先、分配方法、分配条件などをできるだけ詳細に記す。分配先は現存する人物（子・孫）に限らず、将来の人物（例：××の子で委託者の死亡時に存在するもの）や寄付先を当てることもあるし、また「満25歳に達するまでは必要な生活費のみ、既に満25歳に達しているか満25歳に達した後は全額」などの時間的条件を付けることも一般的である。また、例えば分配先の続柄として「子」を指定するなら、「子」には養子として迎えたもの、養子として他所に出て行ったもの、非嫡出子・婚外子・胎児などを含めるかどうかの定義や、もし委託者が夫婦の場合どちらが先に死んだかで分配形態が異なるなら、例えば「夫婦両人が30日以内に死亡した場合或いは30日以内に行方が不明となって死亡宣告が成された場合は夫婦は同時に死亡したとみなして、この信託で遺贈される資産の半分を夫が後に死亡した場合の分配方法で、残り半分を妻が後に死亡した場合の分配方法で…」のような死のあとさきの定義、胎児を分配先に含めるなら「後から死亡した委託者の死後300日以内に出生した者、ただし出生後180日以内に死亡した者を含まない」のように、後日論議を呼びそうな事柄をできるだけ排除するために詳細な定義を書き込む。
委託者兼受託者の信託作成者（夫婦の場合両方）が死んでしまうと受託者がいなくなってしまうので、委託者兼受託者の死後に受託者の地位を承継する「承継受託者（successor trustee）」を予め信託中に指名しておく。承継受託者には多くの場合信頼できる近親者或いは弁護士や銀行や証券会社などの信託部門などを指名し、また委託者兼原受託者の死亡を以て撤回可能から撤回不能信託に変性することを信託中に明記するので、信託作成・委託者（達）の死後は誰も信託を撤回・変更できなくなる。承継受託者には適切な報酬が払われることが一般的である。
信託証書に定められた書式は存在せず、また日本の公正証書遺言などとは異なり、生前信託は公的機関に提出などせずに、作成するだけで効力を持ち、通常はノタリー・パブリックの面前で正常な判断能力を有する委託者が自分の自由意志で署名したことをノタリー・パブリックが証明するスタンプを原本に押して委託者兼受託者の信託作成者本人が保管し、写し・控えを弁護士などの介助者と承継受託者が保管し、委託者の死後に受益者が原本を基に自己の権利を主張するために使う。
信託作成者（委託者）は、信託に実効性を持たせるために以下の名義を信託に変更する。
- 居住している不動産の名義（title）
- 証券口座などの金融資産の死後移転受益者（transferable on death (TOD) beneficiary、相続人）

不動産の名義変更を共有（community propertyまたはjoint tenancy with right of survivorship=JTWROS）から信託への変更は実質所有者に変化がないので譲渡には当たらず、郡の登記局に払う数十ドル程度の手数料で済む。夫婦共有（JTWROS）の金融資産口座は問題ないが、IRA（個人退職資金口座）は個人名義であり多くの州では配偶者以外を優先受益者（primary beneficiary）に指名することには当該配偶者の同意が必要などの制限があるので、既婚者の場合は信託は劣後受益者（contingent beneficiary）に指定することが多い。また銀行などの預金口座は通常、信託を相続人として認めないので、死後支払い受益者（payable on death (POD) beneficiary）として個人を指定する。
- 同時に作成する遺言に「自分の死後は『ジョン・スミス信託』に全財産を遺贈する」と記す。既婚者の遺言では「自分の死後は配偶者××に全財産を遺贈する。ただし配偶者なき場合は全財産をジョン・スミス＝ベティ・スミス家族信託に遺贈する」と記すことが多い。

信託の作成者（委託者）の生前は委託者は受託者を兼ねているので、信託中の自分（達）の財産の管理を自分（達）自身に委託している形になり、委託者兼受託者は信託中の財産をいかようにも管理・処分でき、信託の存在は実質何も影響しない。しかし委託者（夫婦で信託の場合は夫婦両人）が死ぬと、信託中の定めにより信託は撤回・変更不能になり、信託で指名された承継受託者が受益者の利益のために信託の指示に従って信託中の財産を管理・処分することになる。
生前信託は遺言による遺産処理と似ているが、以下の点が異なり、生前信託の利点とされる。
- 生前信託中の財産は裁判所の検認が不要。ほとんどの州では信託外の遺産総額が15万ドルを超えると遺言のあるなしに拘わらず裁判所の検認が必要で、金額や状況により検認には数か月単位の時間と数万ドルの弁護士費用が必要な場合もある。
- 生前信託による遺贈は非公開。検認は裁判公開の原則により秘密にできない。

その他、以下の点も生前信託の利点と考えられる。
- 遺言は個人のものなので夫婦の場合それぞれに作成するが、生前信託は夫婦共同のものを作れる。
- 遺言は遺産の直接的な処分方法しか指定できない「一代限り」の指示だが、生前信託は承継受託者に将来も含めた処分を委託できる。

以上、生前信託は日本の民事信託・家族信託・自己信託と部分的に似ているところもあるが非なるものである。また、アメリカ合衆国の法体系は英米法（コモンロー）に基礎をおいており、夫婦共有財産制（JTWROS、スペイン法の流れをくむ西部の一部の州ではcommunity propertyも）が認められている、相続遺留分がない（ドイツなどの大陸法国家には存在）などの法体系も生前信託と日本の制度の違いとなる（例えば日本の不動産の「夫婦共有」は持ち分を定めたものであり片方の「共有者」の死後はその持ち分は相続の対象になるが、JTWROSでは夫婦は互いに重複する100％の所有権を有し片方の配偶者の死後は生き残った方が自動的に100％の所有権を引き継ぐ）。